# Dienis Ajrapietian
Dienis Eduardowicz Ajrapietian (ros. Денис Эдуардович Айрапетян; ur. 17 stycznia 1997 w Penzie) – rosyjski łyżwiarz szybki specjalizujący się w short tracku, olimpijczyk z Pekinu 2022, mistrz Europy.

## Wyniki

### Igrzyska olimpijskie
| Rok  | Gospodarz | 1000 m | 1500 m | sztafeta mężczyzn |
| ---- | --------- | ------ | ------ | ----------------- |
| 2022 | Pekin     | DSQ    | 12     | 4                 |

### Mistrzostwa świata
| Rok  | Gospodarz | 500 m | 1000 m | 1500 m | wielobój | sztafeta mężczyzn |
| ---- | --------- | ----- | ------ | ------ | -------- | ----------------- |
| 2018 | Montreal  | 32    | 50     | 14     | 32       | 7                 |
| 2019 | Sofia     | —     | —      | —      | —        | 4                 |
| 2021 | Dordrecht | —     | —      | —      | —        | 4                 |

### Mistrzostwa Europy
| Rok  | Gospodarz | 500 m | 1000 m | 1500 m | wielobój | sztafeta |
| ---- | --------- | ----- | ------ | ------ | -------- | -------- |
| 2017 | Turyn     | —     | —      | —      | —        | 02 !     |
| 2018 | Drezno    | 16    | 20     | 4      | 9        | 02 !     |
| 2019 | Dordrecht | 9     | 03 !   | 4      | 6        | 03 !     |
| 2020 | Debreczyn | —     | —      | —      | —        | 01 !     |
| 2021 | Gdańsk    | 8     | 5      | 02 !   | 5        | 03 !     |

### Mistrzostwa świata juniorów
| Rok  | Gospodarz | wielobój | sztafeta |
| ---- | --------- | -------- | -------- |
| 2016 | Seul      | 10       | 03 !     |